# روكي لوبيز
روكي لوبيز (بالإسبانية: Roque López) هو نحات إسباني، ولد في 12 أغسطس 1747 في Era Alta ‏ في إسبانيا، وتوفي في 1811 في مرسية في إسبانيا.